# Campeonato Europeu de Andebol Masculino de 2012
O Campeonato Europeu de Handebol Masculino de 2012 foi a 10ª edição do principal campeonato de handebol das seleções da Europa. O torneio aconteceu na Sérvia, entre os dias 15 e 29 de Janeiro, reuniu 16 equipas e no final, quem se deu melhor foi a seleção da Dinamarca que conquistou o seu segundo título.
Com o título, a Dinamarca garante também a vaga para as disputas de handebol dos Jogos Olímpicos de Verão 2012, enquanto Sérvia e Macedônia garantiram um lugar no Torneio de Qualificação Olímpica. Graças ao triunfo dinamarquês, a seleção polonesa também garantiu vaga no torneio olímpico, pois entra como a oitava classificada do Campeonato do Mundo de 2011, vaga que seria da Dinamarca.

## Primeira Fase
O calendário das partidas foi liberado e confirmado em 18 de abril de 2011. Quatro equipes (cabeças-de-chave) foram selecionados para jogar nas quatro cidades sede, a Sérvia, em Belgrado, Macedônia em Niš, Hungria em Novi Sad e Croácia em Vršac. O tabela completa foi anunciada em 01 de julho.
| Seleção    | P | J | V | E | D | GP | GC | SG  |
| ---------- | - | - | - | - | - | -- | -- | --- |
| Sérvia     | 5 | 3 | 2 | 1 | 0 | 67 | 61 | +6  |
| Polônia    | 4 | 3 | 2 | 0 | 1 | 86 | 72 | +14 |
| Dinamarca  | 2 | 3 | 1 | 0 | 2 | 78 | 76 | +2  |
| Eslováquia | 1 | 3 | 0 | 1 | 2 | 70 | 92 | -22 |

| Seleção                | P | J | V | E | D | GP | GC | SG |
| ---------------------- | - | - | - | - | - | -- | -- | -- |
| Alemanha               | 4 | 3 | 2 | 0 | 1 | 77 | 74 | +3 |
| República da Macedônia | 3 | 3 | 1 | 1 | 1 | 76 | 71 | +5 |
| Suécia                 | 3 | 3 | 1 | 1 | 1 | 83 | 84 | -1 |
| Chéquia                | 2 | 3 | 1 | 0 | 2 | 77 | 84 | -7 |

| Seleção | P | J | V | E | D | GP | GC | SG |
| ------- | - | - | - | - | - | -- | -- | -- |
| Espanha | 5 | 3 | 2 | 1 | 0 | 83 | 77 | +6 |
| Hungria | 4 | 3 | 1 | 2 | 0 | 81 | 78 | +4 |
| França  | 2 | 3 | 1 | 0 | 2 | 77 | 79 | -2 |
| Rússia  | 1 | 3 | 0 | 1 | 2 | 82 | 89 | -7 |

| Seleção   | P | J | V | E | D | GP | GC | SG  |
| --------- | - | - | - | - | - | -- | -- | --- |
| Croácia   | 6 | 3 | 3 | 0 | 0 | 88 | 78 | +10 |
| Eslovênia | 2 | 3 | 1 | 0 | 2 | 90 | 91 | -1  |
| Islândia  | 2 | 3 | 1 | 0 | 2 | 95 | 97 | -2  |
| Noruega   | 2 | 3 | 1 | 0 | 2 | 80 | 87 | -7  |

## Segunda Fase
As 12 equipes classificadas da fase anterior serão divididas em dois grupos com seis equipes cada. Os resultados obtidos na fase anterior continuam valendo, sendo que as equipes que estavam em um grupo continuam no mesmo grupo para essa fase. Os dois primeiros colocados de cada grupo avançam para as semifinais e as que ficarem na 3ª posição de seus respectivos grupos para os jogos de classificação.
|  | Avançam para as semi-finais |
|  | Disputam o 5º lugar         |

| Seleção                | P | J | V | E | D | GP  | GC  | SG  |
| ---------------------- | - | - | - | - | - | --- | --- | --- |
| Sérvia                 | 7 | 5 | 3 | 1 | 1 | 110 | 104 | +6  |
| Dinamarca              | 6 | 5 | 3 | 0 | 2 | 140 | 133 | +7  |
| República da Macedônia | 5 | 5 | 2 | 1 | 2 | 130 | 127 | +3  |
| Alemanha               | 5 | 5 | 2 | 1 | 2 | 130 | 127 | +3  |
| Polônia                | 5 | 5 | 2 | 1 | 2 | 132 | 136 | -4  |
| Suécia                 | 2 | 5 | 0 | 2 | 3 | 124 | 139 | -15 |

| Seleção   | P | J | V | E | D | GP  | GC  | SG  |
| --------- | - | - | - | - | - | --- | --- | --- |
| Espanha   | 9 | 5 | 4 | 1 | 0 | 143 | 130 | +13 |
| Croácia   | 7 | 5 | 3 | 1 | 1 | 137 | 128 | +7  |
| Eslovênia | 4 | 5 | 2 | 0 | 3 | 153 | 156 | -3  |
| Hungria   | 4 | 5 | 1 | 2 | 2 | 125 | 130 | -5  |
| Islândia  | 3 | 5 | 1 | 1 | 2 | 143 | 146 | -3  |
| França    | 3 | 5 | 1 | 1 | 3 | 128 | 139 | -11 |

## Fase final
|  | Semifinais               | Semifinais               |    |                          | Final                    | Final |  |
|  |                          |                          |    |                          |                          |       |  |
|  | 27 de Janeiro - Belgrado |                          |    |                          |                          |       |  |
|  | Sérvia                   | 26                       |    |                          |                          |       |  |
|  | Croácia                  | 22                       |    |                          |                          |       |  |
|  |                          |                          |    |                          |                          |       |  |
|  |                          |                          |    |                          | 29 de Janeiro - Belgrado |       |  |
|  |                          |                          |    |                          | Sérvia                   | 19    |  |
|  |                          | Dinamarca                | 21 |                          |                          |       |  |
|  |                          |                          |    |                          |                          |       |  |
|  |                          |                          |    |                          |                          |       |  |
|  |                          |                          |    |                          | Terceiro lugar           |       |  |
|  | 27 de Janeiro - Belgrado | 27 de Janeiro - Belgrado |    | 29 de Janeiro - Belgrado | 29 de Janeiro - Belgrado |       |  |
|  | Espanha                  | 24                       |    | Croácia                  | 31                       |       |  |
|  | Dinamarca                | 25                       |    |                          | Espanha                  | 27    |  |

## Posição e estatísticas
| Pos. | Time               | Qualificação para o Campeonato mundial | Qualificação para o torneio de handebol das Olimpíadas |
| ---- | ------------------ | -------------------------------------- | ------------------------------------------------------ |
|      | Dinamarca          | WC                                     | Q                                                      |
|      | Sérvia             | WC                                     | q                                                      |
|      | Croácia            | WC                                     | q                                                      |
| 4    | Espanha            | WC                                     | q                                                      |
| 5    | Macedônia do Norte |                                        | q                                                      |
| 6    | Eslovênia          |                                        |                                                        |
| 7    | Alemanha           |                                        |                                                        |
| 8    | Hungria            |                                        | q                                                      |
| 9    | Polónia            |                                        | q                                                      |
| 10   | Islândia           |                                        | q                                                      |
| 11   | França             | WC                                     | Q                                                      |
| 12   | Suécia             |                                        | q                                                      |
| 13   | Noruega            |                                        |                                                        |
| 14   | Chéquia            |                                        |                                                        |
| 15   | Rússia             |                                        |                                                        |
| 16   | Eslováquia         |                                        |                                                        |

| WC  | Time classificado para o Mundial de 2013                                                        |
| Q/q | Time classificado para o torneio olímpico de handebol (Q) ou o Torneio mundial pré-olímpico (q) |
|     | Time já classificado como sede ou baseado nos resultados do último campeonato mundial.          |

### Maiores goleadores
| Pos. | Nome                             | Golos | Tiros | %  | PJ |
| ---- | -------------------------------- | ----- | ----- | -- | -- |
| 1    | Kiril Lazarov Macedônia do Norte | 61    | 114   | 54 | 7  |
| 2    | Dragan Gajić Eslovênia           | 48    | 67    | 72 | 7  |
| 3    | Mikkel Hansen Dinamarca          | 45    | 89    | 51 | 8  |
| 4    | Gábor Császár Hungria            | 43    | 68    | 63 | 6  |
| 5    | Ivan Čupić Croácia               | 42    | 55    | 76 | 8  |
| 6    | Guðjón Valur Sigurðsson Islândia | 41    | 63    | 65 | 6  |
| 7    | Momir Ilić Sérvia                | 34    | 72    | 47 | 8  |
| 8    | Niclas Ekberg Suécia             | 33    | 51    | 65 | 6  |
| 9    | Blazenko Lackovic Croácia        | 32    | 56    | 57 | 8  |
| 10   | Anders Eggert Jensen Dinamarca   | 30    | 39    | 77 | 8  |
| 10   | Luka Žvižej Eslovênia            | 30    | 41    | 73 | 7  |
| 10   | Jure Dolenec Eslovênia           | 30    | 47    | 64 | 7  |

Fonte: EHF